# Устав Краљевине Срба, Хрвата и Словенаца
Видовдански устав, односно Устав Краљевине Срба, Хрвата и Словенаца је био први устав новостворене Краљевине Срба, Хрвата и Словенаца. Донет је од стране Уставотворне скупштине, а проглашен је на Видовдан, 28. јуна 1921. године, те је по томе у јавности прозван Видовданским уставом.  Остао је на снази до увођења диктатуре 6. јануара 1929. године. Уставом из 1921. године усвојени су: монархијски облик владавине, принцип поделе власти и парламентаризам, начело компромисног унитаризма и државног централизма, грађанска права и социјално-економске одредбе.

## Настанак Краљевине Срба, Хрвата и Словенаца
Види још: Краљевина Југославија
По завршетку Првог светског рата, Краљевина Србија је уложила своју државност у стварање заједничке државе Јужних Словена. Прва заједничка држава југословенских народа – Краљевина Срба, Хрвата и Словенаца, настала је 1. децембра 1918. године. Формирању те државе претходили су значајни историјски догађаји, а процес њеног настанка био је сложен. Након што је 1914. године Аустроугарска објавила рат Србији, који је убрзо прерастао у светски рат, бележе се извесне идеје о уједињењу, међу којима треба посебно истаћи Нишку декларацију (1914), формирање Југословенског одбора у Лондону (1915) и Црногорског одбора у Паризу (1917). Конкретни покушаји реализације идеја о заједничкој држави југословенских народа била су два акта – Крфска декларација (1917) и Женевски споразум (1918).
Упркос тим споразумима, Краљевина Србија и међународно непризната држава Југословена (тзв. Држава Словенаца, Хрвата и Срба) уједињене су на сасвим другачији начин од оног који је био предвиђен споразумима.
Након што је Средишњи одбор Народног већа међународно непризнате Државе Словенаца, Хрвата и Срба 24. новембра 1918. године одлучио да се та држава уједини са Краљевином Србијом, изабрао је делегацију од двадесет осам чланова које је овластио да „у споразуму“  са Краљевином Србијом  „спроведу организацију јединствене државе“ и дао им прецизна упутства на који начин би уједињење требало спровести. Али због догађаја који су уследили уједињење није извршено на начин предвиђен упутствима. Реч је пре свега о одлукама новосадске и подгоричке скупштине, које су ојачале положај Србије према држави аустроугарских Југословена. Наиме, Велика народна скупштина Срба, Буњеваца и осталих Словена у Војводини донела је 25. новембра 1918. године у Новом Саду Резолуцију о уједињењу Баната, Бачке и Барање са Србијом, а сличну одлуку о присаједињењу Црне Горе Краљевини Србији донела је само дан касније и Велика народна скупштина Црне Горе у Подгорици (тзв. подгоричка скупштина).
Подстакнут таквим развојем догађаја, по доласку делегације Средишњег одбора Народног већа у Београд 1. децембра 1918. године, регент Александар Карађорђевић је, након што је примио изјаву те делегације, у својој изјави прогласио:
| „ | Уједињење Србије са земљама независне државе Словенаца, Хрвата и Срба у јединствено краљевство Срба, Хрвата и Словенаца | ” |

Размена изјава између престолонаследника Србије и Народног већа сматра се формалним чином оснивања Краљевине СХС.

### Правна квалификација Краљевине Срба, Хрвата и Словенаца
Ако би требало дати правну квалификацију новонастале државе, она мора имати два аспекта – међународноправни и уставноправни. Са међународноправног становишта, Краљевина СХС је била „стара држава“ јер је у међународноправном смислу била следбеница Краљевине Србије, наследивши читав систем међународних уговора које је Србија закључила пре Првог светског рата. У том смислу је постојао континуитет између Краљевине Србије и Краљевине СХС. Са уставноправног становишта, Краљевина СХС је била нова држава јер њен уставни систем није произишао из Устава Краљевине Србије из 1903. године. Устав Краљевине СХС је усвојила уставотворна скупштина и у том смислу је постојао дисконтинуитет између Краљевине Србије и Краљевине СХС.

### Устави прве Југославије
За нешто више од две деценије постојања, Краљевина Срба, Хрвата и Словенаца (од 1929. Краљевина Југославија) прошла је кроз два вануставна и два уставна периода. Први вануставни период је трајао од момента када је држава настала 1918. године до доношења устава. Први устав Краљевине - Видовдански устав донет је 28. јуна 1921. године, две и по године након уједињења у заједничку државу, а важио је до 6. јануара 1929. године, када га је краљ Александар суспендовао и увео личну диктатуру. Тада је почео други вануставни период у Краљевини. Такво стање је потрајало до 3. септембра 1931. године, када је краљ „даровао“ нови устав „свом драгом народу". Тај устав, који се, због времена и начина на који је донет, обично назива „Септембарски“ или „Октроисани“, примењиван је до капитулације 1941. године.

## Питање суверености Уставотворне скупштине
У вези са неким битним политичким питањима и уставним решењима која је требало да буду регулисана новим уставом, поставило се још пре састанка Уставотворне скупштине питање њене суверености.
По једном гледишту Уставотворна скупштина није суверена. Ово гледиште је дошло до изражаја већ у Крфској декларацији, која је предвиђала једну несуверену уставотворну скупштину, чије одлуке ступају у важност када их краљ санкционише. По тим мишљењима, Прводецембарски акт је имао суперуставни карактер, његова решења су била изнад устава и нису се могла мењати уставом. Прводецембарским актом није само створена држава, већ је решено и питање облика владавине: држава је од првог дана свог постојања монархија, у којој влада династија Карађорђевић. То је значило да Уставотворна скупштина није суверена.
Други став је био садржан у Женевској декларацији. По њој је Уставотворна скупштина требало да решава о свим питањима уставне организације државе, укључујући и облик владавине, па је према томе имала пуну сувереност.
Изузимајући Прводецембарски акт, државно уређење које је после тога почело да се изграђује увек је означавано као привремено. Међутим, и формално ограничење суверености Уставотворне скупштине је начињено одредбама Закона о изборима посланика за Уставотворну скупштину и Привременог пословника.
1. Најважнији закон који је Привремено народно представништво донело био је Закон о изборима народних посланика за Уставотворну скупштину, од 3. септембра 1920. године. Закон је прогласио да је бирачко право опште, једнако и непосредно, са тајним гласањем. Бирачко право су имали мушкарци старији од 21 године који су до 1. децембра имали држављанство, односно припадништво или домовинско право у државама и територијама које су ушле у састав Државе СХС. Држављанство нису имали они становници, који су по уговорима о миру са Немачком, Аустријом и Мађарском имали право опције за своје националне државе. Пасивно изборно право су имали држављани са навршених 25 година, који су били писмени. На свака четири посланика са општим условима, морао се у сваком изборном округу бирати један посланик са факултетским образовањем – квалификовани посланик. Право гласа нису имале жене, војници, официри и полицијски чиновници. Уставотворна скупштина је бирана тајним гласањем, непосредно, по принципу сразмерног представништва, какав је постојао по уставу Србије из 1888. године. По један посланик се бирао на сваких 30.000 становника, тако да је скупштину требало да сачињава 419 посланика.
Закон је неким одредбама превазилазио оквире материје коју је требало да регулише и ограничио права Уставотворне скупштине. Предвиђено је да краљ може да распусти Уставотворну скупштину. Закон је утврдио да рад Уставотворне скупштине не може да траје дуже од две године, што је такође представљало ограничење њене власти.
2. Привремени пословник за Уставотворну скупштину прописао је регент уредбом 8. децембра 1920. године. Пословник је још одређеније оспорио сувереност Уставотворне скупштине, тако што је прописао да ће посланици после оверавања посланичких пуномоћстава имати да положе заклетву краљу, и пре полагања заклетве не могу вршити посланичке дужности. Пошто су већ положили заклетву краљу, посланици нису могли одлучивати о облику владавине, јер су самим полагањем заклетве монархија и династија биле унапред признате.
Право на предлагање нацрта устава имала је у првом реду влада, а тек потом посланици, и то ако најмање двадесет посланика предложи нацрт устава са образложењем, најкасније десет дана пошто буде формиран Уставни одбор. Одбор ће најпре узети у разматрање владин нацрт Устава. Право предлагања амандмана нису имали посланици појединци, него само групе од најмање двадесет посланика. Пословник је предвиђао да је за доношење ваљаних закључака потребна „већина присутних посланика”, а за изгласавање устава „половина више један од укупног броја посланика”, тзв. проста већина.
Уставотворна скупштина се састала 12. децембра 1920. године. Иако је изабрано 419 посланика, само је 342 предало своја пуномоћја. Посланици Хрватске пучке сељачке странке (50) и Хрватске странке права (2) нису предали своја пуномоћја и нису учествовали у раду Уставотворне скупштине. Већ на почетку рада Уставотворне скупштине су избили политички сукоби. Посланици опозиције су оспоравали Пословник, који је налагао полагање заклетве краљу, указујући на ограничење суверености Уставотворне скупштине, које је том одредбом учињено. Међутим, мада су начелно оспоравали ово решење, комунисти, социјалисти и републиканци су ипак положили заклетву да би могли деловати као народни заступници, уз ограђивање да тај чин сматрају изнуђеним процедуралним захтевом.
Тешке економске прилике у земљи, превирање у радничким масама, бројни штрајкови и друге акције радника, као и успех који је Комунистичка партија постигла на локалним изборима, извршеним у пролеће и лето 1920. године, навели су владајуће кругове да предузму кораке против „бољшевичке опасности”. У ноћи између 29. и 30. децембра 1920. влада је издала тзв. Обзнану, којом је забрањена комунистичка пропаганда, обустављене комунистичке организације, забрањене новине и други списи. Из службе су отпуштени сви чиновници, који би вршили пропаганду бољшевизма. Комунистички посланици у Уставотворној скупштини су указивали на противзаконитост Обзнане, а у знак протеста против овог акта и прогона комуниста који су уследили, комунистички посланици су 11. јуна 1921. године напустили Уставотворну скупштину.

## Доношење Устава
3авршетак Првог светског рата и уједињење Србије са земљама независне државе Словенаца, Хрвата и Срба у јединствено Краљевство Срба, Хрвата и Словенаца, 1. 12. 1918. године, представљало је ново поглавље у историји југословенских народа.
Доношење новог устава било је један од основних услова за унутрашњу стабилизацију и спољну легитимацију нове државе. Та држава је имала озбиљне економске, аграрне, социјалне, финансијске и друге проблеме. Победничким силама Антанте била је потребна јака и правно консолидована југословенска држава, која би била брана од бољшевизма, али и од германске експанзије и мађарских ревизионистичких аспирација.
Тежак и компликован период провизоријума, тј. привремене организације заједничке државе, у коме су до израза дошле и класне и националне супротности, карактерисао је и оштар сукоб око питања државног уређења новог Краљевства, углавном одражавајући разлике у схватању тог проблема између Српске владе и Југословенског одбора. Никола Пашић сматрао је да прелазни период не би требало да траје дуже од две до три године и да би се у том раздобљу главна улога морала поверити његовој влади. Анте Трумбић, напротив, немајући поверења у Пашићеву владу, био је мишљења да провизоријум, због многих разлика између народа, треба да траје што дуже, а да би главни фактор у том периоду требало да буде регент.
На доношење Устава Краљевине Срба, Хрвата и Словенаца чекало се дуже од две и по године након што је настала. За то време уставног провизоријума централни органи власти били су краљ, Привремено народно представништво и влада, која је била одговорна искључиво краљу. Краљевску власт је, до смрти оболелог краља Петра I Карађорђевића (преминуо 16. августа 1921. године), вршио престолонаследник-регент Александар Карађорђевић, као намесник.
На међународном плану, питање положаја, признања и граница нове државе, искомпликовано је колебљивим ставом савезника. Мада је од почетка рата Србија била у табору Антанте, на потпуно међународно признање Краљевине СХС чекало се све до потписивања мировног уговора с Немачком, 28. 6. 1919. године.
Избори за Уставотворну скупштину одржани су крајем новембра 1920. године. На њима су учествовале двадесет две странке, од којих је шеснаест добило посланичке мандате. Било је укупно 419 посланичких места. Највише мандата су добиле Демократска странка 92, Народна радикална странка 91, Комунистичка партија Југославије (КПЈ) 58, Хрватска републиканска сељачка странка 50. (Мандате су добили и Савез земљорадника и Самостална кметијска странка - 39, Југословенска муслиманска организација – 24, Словенска људска странка - 14, Хрватска пучка и Буњевачко-шокачка странка - 13, Социјалдемократска странка - 10, Џемијет – 8. Осталих седам странака добило је мање од осам мандата.)
Демократска и Народна радикална странка, две водеће странке које су се залагале за централизам, заједно су имале 183 мандата, било им је потребно још двадесет и седам до апсолутне већине, те су биле принуђене да траже подршку мањих странака. Радићева Хрватска републиканска сељачка странка (ХРСС) учествовала је на изборима само у Банској хрватској и Славонији, где је са 230.000 гласова постала најјача политичка странка.
Почетак рада Уставотворне скупштине обележило је мешање Владе у њен рад. Влада је почетком децембра 1920. године уредбом наметнула привремени Пословник за Уставотворну скупштину. Према Пословнику, посланици су морали да положе заклетву краљу, а за усвајање устава била је довољна обична (апсолутна) већина, што је било у супротности са одредбом о квалификованој већини из Крфске декларације. Обична уместо квалификоване већине омогућавала је национално („племенско") надгласавање и наметање решења која неће бити прихваћена од стране све три нације (сва три племена). Пословником је, у расправљању, дата предност владином нацрту устава, а амандмане је могла поднети само група од двадесет посланика, и то у одређеном врло кратком року. Одредбе Пословника су изазвале незадовољство XPCC и Хрватске странке права, које више нису учествовале у раду Уставотворне скупштине.
Рад на доношењу устава Уставотворна скупштина је почела половином децембра 1920. године. Уставни одбор је формиран 31. јануара, а конституисао се 1. фебруара 1921. Рок за подношење уставних нацрта био је 15. фебруар 1921.

### Уставни нацрти
У току скупштинске расправе о уставним нацртима, највише је полемике било о државном уређењу (унитаризму и централизму, федерализму и децентрализацији) и о социјално-економским питањима. Владајуће странке, Радикална и Демократска су образлагале предлог унитарног државног уређења потребом уједињења народних снага, као предуслова за напредак државе. Сматрале су да је пројекат устава давао довољно гаранција за потпуне слободе, потпуно развијање народа и онакво унутрашње уређење какво народ жели. Наглашена је улога Србије, која је у рату изгубила четвртину свог становништва и која је својом борбом допринела да Словенци и Хрвати не поделе судбину своје бивше, побеђене државе.
Уставне нацрте су поднели: Влада, Народни клуб, Југословенска муслиманска организација, Земљораднички, Југословенски, Социјалистички и Републикански посланички клуб и Лазар Марковић, министар за Уставотворну скупштину (Конституaнту).
Влада је имала три нацрта устава: први нацрт је израдила влада Стојана Протића, други влада Миленка Веснића и трећи влада Николе Пашића, који је и поднет као службени владин предлог Уставном одбору. Као основ за израду та три нацрта послужио је Устав Краљевине Србије из 1903. године. Иако су сва три нацрта полазила од српског устава из 1903, међу њима су постојале знатне разлике. Одмах по конституисању Уставни одбор је узео у разматрање нацрт устава који је поднела Пашићева влада. Пре нацрта устава Пашићеве владе, уставне нацрте су начиниле и две претходне владе, Протићева и Веснићева.
У нацрту Протићеве владе, за разлику од крутог централизма и унитаризма друга два нацрта, била је предвиђена децентрализована држава састављена од девет историјских покрајина са аутономним самоуправним органима, покрајинском скупштином и покрајинским одбором, као њеним извршним органом. Државни орган (покрајински намесник) би имао само право надзора. Покрајинска скупштина је могла о предметима своје надлежности издавати законе, који нису смели противречити државним законима. Протићев нацрт није задовољио ни централисте ни федералисте.
Пред Уставотворну скупштину је изашао Пашићев нацрт. Он се од Протићевог највише разликовао по томе што није усвојио Протићево покрајинско уређење. По нацрту Пашићеве владе, држава је подељена на 35 области, од 200.000 до 600.000 становника, у којима постоје и самоуправни органи, са ограниченом надлежношћу. Унутрашња управа је подељена између државних и самоуправних органа. Надлежност самоуправних органа је ограничена на побројане предмете. У овом нацрту је Уставни одбор учинио неке измене. На захтев земљорадника, социјалиста, комуниста, републиканаца и Југословенског клуба додат је одељак од 23 члана о социјално-економским одредбама, израђен по угледу на немачки Вајмарски устав. Централистичко уређење државе предвиђао је и нацрт Земљорадничке странке и нацрт социјалдемократа.
Уставни нацрти опозиције разликовали су се од владиног највише у ставовима о уређењу државе: да ли ће држава бити уређена унитаристички или федералистички. Федералистичко уређење државе предвиђали су нацрт Народног клуба (хрватске странке), Југословенског клуба (група клерикалних словеначких и хрватских странака) и Хрватске републиканске сељачке странке. Остали нацрти су предвиђали постојање покрајина или области са мањом или већом децентрализацијом. Нацрт Југословенског клуба се залагао за федеративну заједницу од шест покрајина, образованих на конфесионалној (верској) основи: три католичке, три православне покрајине, док би Далмација била прикључена Босни, ради равнотеже. Народни клуб је предлагао поделу државе на шест покрајина. У нацртима ових хрватских страначких групација Војводина је била предвиђена као засебна покрајина, одвојена од Србије.
Осим осам службено поднетих нацрта устава, појавили су се и други уставни нацрти који су имали одјека у јавности. Пре свега, треба поменути уставни нацрт XPCC, као странке која је добила највећи број гласова хрватских бирача. Иако је бојкотовала рад Уставотворне скупштине, Хрватска републиканска сељачка странка Стјепана Радића је ушла у дискусије о будућем уставу. Свој нацрт устава није поднела Уставном одбору, али га је објавила 14. маја 1921. Нацрт те странке је предвиђао конфедеративно уређење са три народне државе: Србијом, Хрватском и Словенијом. Остале покрајине: Босна и Херцеговина, Црна Гора и Македонија третиране су као „полуплеменске" и „полуисторијске“ и предлагано је да се припоје оној народној држави за коју би се њихово становништво изјаснило на демократском и слободном плебисциту.
Нацрт социјалдемократа је предвиђао републикански облик владавине, са парламентарним уређењем и унитарно државно уређење, са незнатном децентрализацијом. Посветио је пажњу и економским односима. Иако је садржавао формулације против капиталистичког система, није одбацивао ни систем приватног власништва.
По нацрту Земљорадничке странке држава би требало да буде уставна и парламентарна, централистички уређена сељачка држава. Пошто у држави већину становништва чини сељаштво, државна управа треба да припада том слоју, а и целокупни друштвено-економски поредак би требало да се организује с обзиром на сељачко власништво над земљом. Нацрт предвиђа широке самоуправе.
У специјалној дебати је било расправе и око имена државе. Народни клуб, Југословенски клуб, Муслимански клуб, земљорадници, републиканци, социјалисти и комунисти су предлагали да се држава назове Југославија, али су посланици владиних странака били против тога, истичући да ће назив државе показати да је то држава једнаких и равноправних Срба, Хрвата и Словенаца, који живе у својој држави. Из овог става произлази да ни странке које су стајале на становишту националног јединства нису доследно тумачиле тај појам. По мишљењу Слободана Јовановића, предлози да се држава назове Југославија били су мотивисани жељом да се избегне употреба српског имена. Мада се сматрало да је питање облика владавине унапред решено, у Уставотворној скупштини је било доста расправе и о томе да ли држава треба да буде република или монархија. Против монархије су били комунисти, републиканци и социјалдемократи.
Владина демократско-радикална већина настојала је свим расположивим средствима да убрза процедуру, да скрати дискусију и да наметне владин уставни нацрт. Због тога су Уставотворну скупштину напустили посланици Народног и Југословенског клуба и комунистички посланици. Пред гласање за усвајање устава, Уставотворна скупштина је остала без посланика најјачих хрватских и словеначких странака.
Комунистичка партија није поднела свој нацрт устава, али је своје ставове објавила у више наврата: захтева оснивање „совјетске републике", увођење народне војске, експропријацију основних средстава за производњу, нарочито велепоседа, спровођење аграрне реформе, социјализовање производње и трговине, здравствених установа и служби, одвајање цркве од државе. Комунисти су Уставотворну скупштину напустили 11. јуна, а 15. јуна су посланици Југословенског клуба такође напустили Уставотворну скупштину, са образложењем да сматрају да централистички уређена држава поткопава државно и народно јединство. Протестују и против одредбе у Пословнику да ће устав бити изгласан натполовичном већином од укупног броја посланика, јер сматрају да је тиме омогућено доношење устава путем „племенске мајоризације". Осим тога, та одредба је била противна Крфској декларацији и Напутку Народног вијећа, где је била предвиђена квалификована већина за изгласавање Устава. Напуштање Уставотворне скупштине од стране тако великог броја посланика довело је у питање већину потребну за изгласавање устава. Тако се влада пред изгласавање устава нашла у ситуацији да није имала ни обичну, натполовичну већину. Зато је уз одређене уступке склопила споразум са десет посланика словеначких „кметијаца” (земљорадника), на челу са Богумилом Вошњаком. Са посланицима Југословенске муслиманске организације је постигнут споразум да њени посланици гласају за устав под условом да влада осигура концесије беговским велепоседницима у спровођењу аграрне реформе. Под сличним условима је склопљен договор са муслиманским посланичким клубом из Јужне Србије и Македоније (тзв. Џемијет), о њиховом гласању за устав.

### Изгласавање устава
Устав Краљевине Срба, Хрвата и Словенаца донет је 28. јуна 1921. године, на верски празник Видовдан, због чега је називан Видовдански устав. Укупно је у изгласавању Устава учествовало 258 посланика. За прихватање Устава гласала су 223 посланика, против 35, док 161 посланик није учествовао у гласању (апстинирао). Пошто је ван Уставотворне скупштине у том тренутку био 161 посланик, може се сматрати да је против владиног предлога устава било у ствари 196 посланика. Против устава су гласали посланици Социјалдемократске странке, Земљорадничке и Републиканске странке и др Анте Трумбић. За устав су гласали посланици Радикалне странке, Демократске, словеначки „кметијци”, Југословенска муслиманска организација и муслимани из Јужне Србије и Македоније, Џемијет.
Изгласан је апсолутном већином од 223:196 гласова. Осим гласова посланика демократа и радикала, ту незнатну већину омогућили су "купљени" гласови три мање посланичке групе чију је подршку Влада обезбедила у последњем тренутку.

### Начин доношења и промене
Уставотворна скупштина је усвојила Устав Краљевине Срба, Хрвата и Словенаца, минималном апсолутном већином, и то „купљеним“ гласовима муслиманских посланика из Македоније и Босне и Херцеговине. Након тога, Устав је, сагласно његовим одредбама, потврдио престолонаследник-регент, одакле произилази да је Видовдански устав припадао категорији уставних пактова (устава уговора).
Видовдански устав се и мењао по систему уставног пакта - за усвајање промена била је надлежна Народна скупштина, а усвојене измене и допуне потврђивао је краљ. Предлог за измену или допуну Устава могли су да поднесу краљ или Народна скупштина, а након подношења предлога Народна скупштина би се распуштала, а нови сазив би доносио коначну одлуку о промени устава. Тај модел промене устава, који у себи садржи прикривени референдум, предвиђен је Уставом Белгије из 1831. године.
| „                | Пошто се коначно одлучивање о промени устава вршило по систему уставног пакта, то је одлука о промени устава морала бити санкционисана (потврђена) од стране монарха | ” |
| — Ратко Марковић | |   |

## Начело компромисног унитаризма и државног централизма
Уставом је усвојено схватање да су Срби, Хрвати и Словенци само три племена једног народа, односно троплемени народ. То схватање је нашло израза и у државном грбу, застави и службеном језику. Формула „ троплемени“ народ у националном погледу била је врста компромисног унитаризма, то јест средњег пута између интегралног југословенства (које не познаје посебне народе или нације) и тезе о постојању више нација.
Усвојивши начело компромисног унитаризма, Устав је усвојио и начело да „троплемени” народ мора имати и јединствену организацију власти. Насупрот томе, хрватске и словеначке странке су тражиле већу децентрализацију у државним пословима. Према њиховом мишљењу, Срби су својом већином у Народној скупштини могли доносити законе и водити политику у складу са својим интересима. Хрватске и словеначке странке су тражиле преношење законодавних и управних надлежности на децентрализоване јединице. Унитаристи (радикали и демократе) одбацивали су ту аргументацију тврдњом да би се на тај начин стварале државе у држави. Унитаристи су сматрали да Срби, Хрвати и Словенци као један народ треба да имају и јединствену државу, која би значила негацију историјских покрајина које су настале као туђинске творевине и биле потенцијални извор сепаратизма. У складу са тим, сматрали су да је јединствена држава, утемељена на демократским принципима и парламентаризму, гаранција за слободан развој сваког народа (племена) и брана од било чије доминације.
Уставом су уместо историјских покрајина (Хрватске, Далмације, Војводине итд.) као највише управне јединице предвиђене области од највише 800.000 становника, које би биле основане у складу са „природним, социјалним и економским приликама”. То је значило унитарно државно уређење и јединствено држављанство. Осим области, Уставом су, као управне јединице, предвиђени окрузи, срезови и општине.

## Садржина Устава

### Опште одредбе
Првим чланом, поред државног облика, дефинисао се назив државе (Краљевина Срба, Хрвата и Словенаца).
Другим чланом прописивао се изглед грба и заставе.
| „         | Грб је Краљевине Двоглави Бели Орао у полету на црвеном штиту. Врх обе главе Двоглавога Белог Орла стоји Круна Краљевине. На прсима орла је штит, на коме су грбови, српски: бео крст на црвеном штиту са по једним огњилом у сваком краку; хрватски: штит са 25 поља црвених и сребрнастих наизменице; словеначки: на плавоме штиту три златне шестокраке звезде. Испод тога бели полумесец. Државна је застава плава, бела, црвена, у водоравном положају према усправном копљу | ” |
| — Члан 2. | |   |

Трећи члан одређивао је службени језик Краљевине.

### Државни облик
Краљевина СХС је првим чланом Устава дефинисана као уставна, парламентарна и наследна монархија. Подела власти је била извршена тако да је равнотежа поремећена у корист краља, а влада је за свој рад политички одговарала и монарху и Народној скупштини. Према речима Слободана Јовановића:
| „ | Видовдански устав остао је при парламентарном режиму онаквом какав је постојао под Уставом од 1903; он није учинио ни корака даље | ” |

Устав је садржао и фикцију о службеном језику, који је назван „српско-хрватско-словеначким“. Због тога се сматрало да цртице између „српско-хрватско-словеначки“ немају значење збира него изједначења. Дефиниција службеног језика је била реализација идеје о „троплеменом народу“, која је истицана као један од главних разлога за формирање заједничке државе. Из тог разлога је држава, упркос вишенационалности, имала унитарно државно уређење. „Укратко, Видовдански устав јесте покушај да се Краљевина Срба, Хрвата и Словенаца организује као једноставна национална држава“. Али, насупрот томе, „игнорисање националне сложености фикцијом о националном јединству и на тој подлози централизованој држави разлог је каснијих политичких и социјалних сукоба“.

### Организација власти
Уставом је усвојен принцип поделе власти. Законодавну власт су вршили краљ и Народна скупштина. Управну власт је вршио краљ путем одговорних министара (Министарског савета, односно Владе). Судску власт су вршили судови, у име краља, а на основу закона.
Државни савет је вршио функцију највишег управног суда.

#### Краљ
Устав је дао владару значајна овлашћења у законодавној, управној и судској власти.
Краљ је имао уобичајена овлашћења монарха и шефа државе. Он је био врховни командант војне силе, представљао је државу у односима са другим државама и имао је овлашћења везана за именовање и рад владе. Краљ је постављао државне чиновнике, давао је војне чинове по одредбама закона, а такође, је додељивао и различита одликовања. Објављивао је рат и закључивао је мир. Ако земља није нападнута, или јој рат није оглашен од које друге државе, за оглас рата био је потребан претходни пристанак Народне скупштине.
Краљева личност била је неприкосновена, он није могао бити одговоран ни оптуживан. Установом министарског премапотписа ослобођен је политичке одговорности, али је изузет и од сваке друге одговорности, изузев грађанскоправне, у погледу његовог личног имања. Краљ је био наследан, по принципу примогенитуре, у корист мушког потомства. Кад краљ није имао мушког потомства, он би одређивао себи наследника из побочне линије, с пристанком Народне скупштине. Краљ и престолонаследник постајали су пунолетни кад наврше 18 година.
Краљ је боравио стално у земљи. Ако би се показала потреба, да краљ иде из земље на краће време, заступао га је по праву наследник Престола. Ако наследник Престола није био пунолетан, или ако је био спречен, краља је заступао Министарски савет. Заступништво се вршило по упутствима која је краљ давао (у границама Устава). Ово је важило и за случај краљеве болести, која не ствара трајну неспособност. За време одсуства краља или наследника Престола, Министарски савет није имао право распуштања Народне скупштине. Заступништво Министарског савета могло је трајати најдуже шест месеци. По истеку тог рока ступали су на снагу уставни прописи о намесништву.
Краљ је активно учествовао у вршењу све три власти. Од законодавних надлежности, владар је имао право расписивања избора, сазивања, отварања, закључивања и распуштања Народне скупштине. Краљ је имао право законодавне иницијативе, потврђивања (санкције) и проглашења (промулгације) закона, те право њиховог публиковања. Затим, имао је право да сазове Народну скупштину у ванредни сазив, ако оцени да то захтевају државне потребе. Он је имао и право да распусти скупштину уз уставно ограничење да се нови избори одрже у року од три месеца и да се сазове нова Народна скупштина у року од четири месеца од дана распуштања претходне скупштине. Краљ је имао апсолутни вето на потврду предлога закона који су долазили од Народне скупштине.
У погледу управне власти, краљ је именовао председника и чланове Министарског савета (Владе), који су одговарали њему и Народној скупштини. Краљ је био неодговоран, то јест за његове акте, усмене или писмене, премапотписане или непремапотписане, као и за све његове поступке од политичког значаја, одговарао је надлежни министар. Ниједан акт краљевске власти није имао правну снагу, нити се могао извршити, ако га није премапотписао надлежни министар.
Када је реч о судској власти, краљ је формално постављао судије, али без утицаја на њихов избор. Иако су судови изрицали пресуде у име краља, они су били независни и краљ им није могао наредити како да суде. Краљ је у вези са судским надлежностима имао право амнестије, помиловања и аболиције (прекидања једног конкретног кривичног поступка).
Краљ је имао право амнестије за политичке и војне осуђенике. Амнестијом су се ништиле правне последице кажњивог дела, али се њоме нису могла обезбедити права приватних лица на накнаду штете. Амнестија се могла дати пре почетка кривичног поступка, у току поступка и после извршне пресуде. Амнестија је могла бити општа или појединачна. За амнестију министара био је потребан претходан пристанак Народне скупштине, али се она ни у ком случају није могла дати министрима пре изречене пресуде. Краљ је имао право помиловања. Могао је досуђену казну опростити, смањити или ублажити.
Краљ је полагао пред Народном Скупштином заклетву:
| „ | Ја (име), ступајући на престо Краљевине Срба, Хрвата и Словенаца, и примајући Краљевску власт, заклињем се свемогућим Богом да ћу чувати јединство народа, независност државе и целину државне области, и да ћу Устав неповредан држати; да ћу по њему и по законима владати, и да ћу у свима својим тежњама добро народа пред очима имати. Тако ми Господ Бог помогао. Амин! | ” |

 Краљ није могао бити у исто време поглавар друге које државе без пристанка Народне скупштине. Ако би он, противно овој одредби, ипак примио Круну неке друге државе, сматрало се да је дао оставку на престо Краљевине Срба, Хрвата и Словенаца.

##### Намесништво
Краљевску власт вршило је намесништво: 1) кад је краљ малолетан; 2) кад је због душевне или телесне болести трајно неспособан да врши Краљевску власт. Намесници су могли бити само рођени Срби, Хрвати или Словенци, грађани Краљевине Срба, Хрвата и Словенаца, који имају 45 година старости и више образовање. Пре него што би узели Краљевску власт у своје руке, намесници су морали пред Народном скупштином, која их је изабрала, положити заклетву: да ће бити верни краљу и да ће владати по Уставу и законима.
О образовању и престанку намесништва одлучивала је Народна скупштина тајним гласањем.
Кад би Министарски савет утврдио да је наступио случај краљеве неспособности, он би то саопштио Народној скупштини заједно са мишљењем три лекара узета са домаћих медицинских факултета. На исти начин поступало би се ако је у питању наследник Престола.
Ако је један од тројице намесника био привремено одсутан или спречен, друга два намесника могла су и без њега обављати државне послове.
О васпитању малолетног краља старали су се намесници.
О имању малолетног краља бринули су се старатељи одређени краљевим тестаментом. Ако преминули краљ није одредио старатеље, именовали су их намесници у договору са Државним саветом.
До избора намесника Министарски савет привремено је вршио, под својом одговорношћу, краљевску власт.
У случају краљеве смрти или оставке, наследник Престола, ако је био пунолетан примио би одмах владу и објавио би то народу прокламацијом. У року од десет дана он је полагао прописану заклетву пред Народном скупштином.
У случају кад би престо остао без наследника, Министарски савет би узео у своје руке краљевску власт и одмах би позвао Народну скупштину у нарочити сазив, у коме би се решило питање престола.
Краљева цивилна листа (плата) одређивала се законом. Једном одређена цивилна листа није се могла  повисити без пристанка Народне скупштине, ни смањити без краљевог пристанка. Краљевски намесници, за време вршења своје дужности, примали су из државне благајне онолико колико им је одредила Народна скупштина при бирању.

#### Народна скупштина
Народна скупштина је била једнодомна, али „због лишења активног и пасивног бирачког права више од половине пунолетних грађана, као и због релативно високог старосног цензуса за њихово уживање, она није била право народно представништво“. Сваки посланик је имао право законодавне иницијативе и право да упућује министрима питања и интерпелације, на које су министри били дужни да дају одговор у току истог сазива. Осим што је са краљем равноправно делила уставотворну и законодавну функцију, као и функцију контроле над радом владе, Народна скупштина је имала могућност да у случају опште мобилизације или оружане побуне суспендује права грађана која су у Уставу изричито наведена.
Народну скупштину састављали су посланици које је народ слободно бирао општим, једнаким, непосредним и тајним гласањем, са представништвом мањина. На сваких 40.000 становника бирао се по један посланик. Ако је вишак становника у једној изборној јединици био већи од 25.000, бирао се и за тај остатак један посланик. Народна скупштина бирала се на 4 године. Ако би била распуштена, нова скупштина би се морала сазвати у року од четири месеца. Бирачко право имао је сваки пунолетни грађанин. Официри, подофицири, као и активни војници нису имали право да гласају, а ни да буду бирани. Закон је требало да регулише женско право гласа.
Привремено су губили бирачко право:
- који су били осуђени на робију (тамницу) док не би повратили права
- који су били осуђени на губитак грађанске части, за време док је трајала та казна
- који су били под старатељством

За посланика у Народној скупштини могао је бити изабран само онај, ко је имао бирачко право, без обзира да ли је био уведен у бирачки списак. Од сваког посланика су се тражили ови услови:
1. да је држављанин по рођењу или прирођењу Краљевине Срба, Хрвата и Словенаца. Прирођени држављанин, ако није био српско-хрватско-словеначке народности, морао је бити настањен најмање десет година, рачунајући од дана прирођења;
2. да је навршио 30 година; и
3. да говори и пише народним језиком.

Народни посланици нису могли бити у исто време државни лиферанти или државни предузимачи. Полицијски, финансијски и шумарски чиновници као и чиновници Аграрне реформе, нису се могли кандидовати, осим ако су то престали бити годину дана пре расписа избора. Остали чиновници, који су вршили јавну власт, нису се могли кандидовати у изборном округу своје територијалне надлежности. Министри и професори Универзитета, могли су се кандидовати, и ако би били изабрани, задржавали су свој положај. Бирачи нису могли давати, ни народни посланици примати, заповедна и обавезна упутства.
Народну скупштину је сазивао краљ у редовни и ванредни сазив. У редовни сазив она се састајала у престоници Београду 20. октобра сваке године и без краљевог позива. Ако је у случају рата престоница била измештена, Народна скупштина састајала се у месту привремене престонице. Редован сазив није се могао закључити док не буде решен државни буџет. Народна скупштина је бирала за сваки сазив, из своје средине, председништво. Сазив је био назив за временски период од састајања Народне скупштине па до дана закључења њеног заседања. Кворум је био једна трећина од укупног броја посланика, док је пуноважна одлука Скупштине била оно за шта је гласала већина присутних посланика. Законске предлоге подносили су, по краљевом овлашћењу, Министарски савет или поједини министри. Право подношења законских предлога припадало је сваком члану Народне скупштине.
За сваки закон тражила се сагласност Народне скупштине и краља. Право предлагања закона припадало је и краљу и Народној скупштини. Сваки законски предлог морао је проћи кроз скупштински одбор и о сваком предлогу се морало гласати два пута у истом сазиву Народне скупштине (у пракси су се законски предлози претресали само у једном, а не у два читања).
Краљ је закључивао уговоре са државама у иностранству, али је за потврду тих уговора било потребно претходно одобрење Народне скупштине. За потврду чисто политичких споразума, ако нису били противни уставу и законима, није било потребно претходно одобрење Народне скупштине. Уговор, да туђа војска запоседне земљиште Краљевине или да пређе преко њега, није вредео без претходног одобрења Народне скупштине. Народна скупштина могла је, кад је то изискивала државна потреба, одлуком унапред овластити Министарски савет, да изда мере за неодложну примену предложеног уговора.
Државна територија није се могла отуђити или разменити без одобрења Народне скупштине.
Законе је проглашавао краљ указом који је садржао и сам закон решен од стране Народне скупштине. Указ су премапотписивали сви министри. Министар правде стављао је на њега државни печат и старао се о обнародовању у „Службеним Новинама“. Закон је добијао обавезну снагу 15 дана по обнародовању у „Службеним Новинама“, ако сам закон другачије није одредио.
Народна Скупштина имала је право анкете као и истраге у изборним и чисто административним питањима. Она је такође имала право да себи прописује пословник.
У Народној скупштини имали су право да говоре само њени чланови, чланови владе и владини повереници. Народна скупштина могла је пуноважно решавати питања, ако је на седници била присутна једна трећина свих посланика. За пуноважно решење потребна је била већина гласова присутних посланика. У случају једнаке поделе гласова предлог о коме је гласано, сматрао се одбаченим. Ниједан законски предлог није се могао претресати у Народној скупштини док претходно није прошао кроз надлежни одбор.
Гласање у Народној скупштини било је јавно; само су се избори вршили тајним гласањем. Глас се могао дати само лично.
Нико и никад није могао правно теретити посланика због гласа који је дао као члан Народне скупштине. За све изјаве и поступке при вршењу мандата било у седницама Народне скупштине или у одборима, или у особитом изасланству или у особитој дужности по одредби скупштине, посланици су одговарали само Народној скупштини, по одредбама пословника. Без овлашћења Народне скупштине њени чланови нису се могли кривично теретити за кривицу било које врсте, нити у ма којем случају и од ма које власти лишити слободе док је трајао њихов мандат, осим кад би се затекли на самом месту злочина или преступа. Али се у том последњем случају Народна Скупштина, ако је била на окупу, одмах извештавала, и она је давала или одбијала овлашћење да се надлежни поступак продужи за време сазива.
Имунитетско право посланика настајало је даном избора.
Народној Скупштини припадало је искључиво право да у својој средини одржава ред и преко свог председника. Никаква оружана сила није се смела поставити у згради Народне скупштине, нити у њеном дворишту, без одобрења председника Народне скупштине. Исто тако без његовог одобрења нису могли никакви државни органи чинити у Народној скупштини акте власти. Нико оружан није смео ући у зграду Народне скупштине, осим лица која су по пропису носила оружје, а налазила су се у служби Народне скупштине.

#### Управна власт
На челу управне власти стајали су министри. Они су садејствовали у свим актима краљевске власти. Ниједан акт краљевске власти није имао правне снаге нити се могао извршити ако није имао премапотпис министра (тзв. контрасигнација). Да би постојало јединство државне управе, сви министри су чинили Министарски савет.
Министарски савет је био замишљен као влада у парламентарном систему власти, али са двоструком одговорношћу и краљу и парламенту (тзв. двојни или орлеански парламентаризам). По слову Устава, Влада је одговарала и краљу и Народној скупштини. У политичкој стварности Краљевине СХС, Влада је пре свега одговарала краљу и зависила је од њега. Министри су полагали пре ступања на дужност заклетву на Устав и верност краљу. Они су премапотписивали краљеве акте и на тај начин преузимали одговорност за њих. Они су, осим политичке одговорности, коју су сносили пред монархом и парламентом, имали кривичну и грађанску одговорност.
Кривична одговорност министара постојала је за повреду Устава и земаљских закона, учињену у службеној дужности. Министрима је судио државни суд састављен од државних саветника и шест касационих судија, изабраних коцком. За штете које су министри учинили незаконитим вршењем службе одговарала је држава. Министар је могао бити оптужен како за време трајања своје службе тако и за пет година после одступања. Предлог да се министар оптужи морао се начинити писмено и морао је садржати тачке оптужења. Кад би министра оптужила Народна скупштина, одлука о стављању министра под суд морала се донети већином од две трећине гласова присутних чланова.
Да би се остварила политичка одговорност министара, Уставом су Народној скупштини дата следећа права: буџетско право, право постављања питања министрима и право интерпелације, право анкете и истраге, право примања молби и жалби.
Министри су могли бити истовремено и посланици. Министарски савет је доносио уредбе за примену закона, а изузетно и уредбе са законском снагом (на основу изричитог уставног овлашћења). Организација Министарског савета није била Уставом прописана, осим што је било предвиђено да он има свог председника, али он није био „старешина осталих министара; они нису његови потчињени него његови другови; сви су министри непосредни органи краљеви и равни између себе". Председник Министарског савета је у најбољем случају био само „први међу једнакима“ (primus inter pares), а можда чак ни то јер је седницама Савета председавао краљ, па је председник Министарског савета једино имао задатак да води седнице у краљевом одсуству. Сви министри чинили су Министарски савет који је стајао непосредно под краљем. Краљ је именовао председника и чланове Министарског савета. Министри су се налазили на челу појединих грана државне управе. Они су именовали ниже државне чиновнике по одредбама закона.
Управна власт могла је издавати уредбе потребне за примену закона. Управна власт могла је уредбама са законском снагом уређивати односе само на основу законског овлашћења које се давало посебно за сваки случај. Уредбе нису смеле противуречити Уставу ни закону ради чије примене су издате. Оне нису могле бити у супротности са законским овлашћењем на основу кога су прописане. Народна Скупштина могла је уредбе, издате на основу законског овлашћења, резолуцијом ставити ван снаге у целини или делимично. Уредбе су се морале обнародовати и у њима је морао бити сваки пут означен закон на основу кога се издају.
За спорове управне природе установљавали су се управни судови. Закон је требало да одреди њихова седишта, надлежност и организацију. Државни савет био је врховни управни суд. Надзор над управном влашћу вршила је и Главна контрола. Половину његових чланова бирао је краљ, а половину Народна скупштина.
За чланове Државног савета могли су се поставити само они виши чиновници или јавни радници, који су имали факултетску спрему и десетогодишњу државну службу или јаван рад. Најмање две трећине државних саветника морало је имати диплому о завршеном правном факултету.
Чланови Државног савета могли су бити уклоњени са својих места, преведени у друга звања државне службе и у пензију стављени само на основу судске пресуде. Али кад би навршили 70 година живота, или кад би тако оболели  да не могу вршити своју дужност, морали су се ставити у пензију.
Државни Савет имао је ове дужности:
- као највиши управни суд он је решавао о споровима управне природе. Спорови засновани на жалбама против указа и министарских решења решавали су се код Државног савета у првом и последњем степену;
- као управни орган врховне државне управе он је решавао о актима управне природе за које је било потребно његово одобрење по посебним законима;
- он је вршио надзорну власт над самоуправним јединицама по одредбама закона;
- он је решавао сукобе о надлежности између државних управних власти као и сукобе о надлежности између државних и самоуправних власти;
- он је решавао и друга питања која су му законом стављена у надлежност.

Звања државне службе, именовање чиновника, права и дужности, плате и пензије државних чиновника утврђивала су се законом о чиновницима.
Државни службеници били су дужни да раде у општем интересу. Употребљавање власти и положаја државних службеника у партијске сврхе, као и утицање старешина на државне службенике у том циљу, било је кажњиво законом.
Чиновник коме буде законом обезбеђена сталност, није могао против своје воље бити отпуштен без пресуде редовног кривичног или дисциплинског суда.

#### Судска власт
Судови су били независни. У изрицању правде они нису стајали ни под каквом влашћу – судили су по законима. Судови и судске надлежности могле су се установити само законом. Постојали су првостепени и апелациони судови, а Касациони суд у Загребу био је највиша судска инстанца у Краљевини. У породичним или наследним пословима Муслимана судиле су државне шеријатске судије.
Касациони суд био је надлежан и за решавање сукоба о надлежности између управне, грађанске или војне власти, и судске власти. Исто тако он је био надлежан и за сукобе о надлежности између управних и редовних судова. Постављање касационих и апелационих судија и председника првостепених судова вршило се краљевим указом на предлог министра правде, између броја кандидата које је бирало изборно тело чији се састав ближе одређивао законом.
Судије свих судова биле су сталне. Судија није могао бити лишен свог звања нити ма из којег разлога уклоњен са дужности против своје воље, без пресуде редовних судова или дисциплинарне пресуде Касационог суда. Судија није могао бити тужен за свој судски рад без одобрења надлежног Апелационог суда. Судија није могао, ни привремено, бити упућен на другу плаћену или неплаћену јавну службу без свог пристанка и одобрења Касационог суда. Судија је могао бити премештен само по свом пристанку. Судија је могао бити у служби до навршетка 65. године живота, а председници Касационог и Апелационог суда до навршетка 70. године. Пре тог рока судија је могао отићи у пензију само по писменој молби или кад телесно или душевно тако ослаби да не може вршити своју дужност - одлуку о пензионисању у том случају доноси Касациони суд.

### Људска права
Уставом су била гарантована лична и политичка права грађана, уобичајена у тадашњим грађанским демократијама. За разлику од личних права која се тичу личности и садрже ограничења за државну власт у погледу личности, политичка права су омогућавала грађанима да се испоље као политичка бића.
У случају рата или опште мобилизације Народна скупштина је могла за целу државну територију, а за случај оружане побуне за поједини њен део, нарочитим законом привремено обуставити следећа права грађана: право удруживања, збора и договора, слободу кретања, неповредност стана, писама и телеграфских саопштења. На исти начин могла се ограничити слобода штампе за случај оружане побуне у дотичном делу државе.

#### Основна грађанска права и дужности
Држављанство је било једно у целој Краљевини. Сви грађани су били једнаки пред законом. Сви су уживали једнаку заштиту власти. Није се признавало племство ни титуле, нити икаква преимућства по рођењу.
Ујемчавала се лична слобода. Нико није могао да одговара, буде притворен или на било који начин лишен слободе, осим у случајевима које је закон предвидео. Нико није могао бити притворен за било коју врсту кривице без писменог и разлозима поткрепљеног решења надлежне власти. Ово решење морало се саопштити лицу, које се притварало, или у часу притварања, или, ако то није било могуће, најкасније у року од 24 часа, од часа притварања. Против решења о притварању постојало је право на жалбу, надлежном суду, у року од три дана. Ако у овом року не би било жалбе, истражна власт морала је решење послати суду у року од 24 часа. Суд је био дужан донети своју одлуку у року од два дана, од дана пријема решења. Судско решење било је извршно. Органи власти, који не би испоштовали ова правила, казнили би се за незаконито лишење слободе. Никоме није могао судити ненадлежан суд. Нико није могао бити осуђен, док не буде надлежно саслушан, или законитим начином позван да се брани. Казна се могла установити само законом и применити једино на дела, за која је закон унапред рекао, да ће се том казном казнити. Смртна казна се није могла установити за чисто политичке кривице. Изузимали су се случајеви извршења или покушаја атентата на владаочеву личност и чланове Краљевског дома, за које је била одређена смртна казна у кривичном закону. Изузимали су се осим тога и случајеви, у којима је, уз чисто политичку кривицу, учињено још неко кажњиво дело, за које је у кривичном законику била одређена смртна казна, а такође и случајеви, које би војни закони кажњавали смртном казном.
Ниједан грађанин није могао бити изгнан из државе. Он се, такође, није могао протерати  у оквиру земље из једног места у друго, такође се није смео заточити, осим у случајевима које је закон изричито предвидео. Нико се није могао, ни у ком случају, протерати из свог завичајног места, без судске пресуде. Неповредивост стана била је гарантована. Власт није могла предузети никакво претресање ни истраживање у стану грађана, осим у случајевима које је закон предвидео и начином како је закон прописао. Пре претреса власт је била дужна предати лицу, чији се стан претреса, писмено решење истражне власти, на основу којег се предузимао претрес. Против овог решења постојало је право на жалбу првостепеном суду. Али жалба није спречавала извршење претреса. Претрес се морао вршити увек у присуству два грађанина. Одмах по завршеном претресу власт је била дужна предати лицу, чији је стан претресан, уверење о исходу претреса и направити списак одузетих ствари ради даље истраге. Ноћу су полицијски органи могли ући у приватан стан једино у случајевима преке нужде, уз обавезно присуство или представника општине или два призвана грађанина, као и онда, кад би били позвани, ради помоћи, од стране станара – у том случају је непотребно присуство трећих лица. Органи власти, који би скривили против ових одредаба, казнили би се за незакониту повреду стана.
Гарантовала се слобода вере и савести. Усвојене вероисповести равноправне су пред законом и могле су бити јавно исповедане. Уживање грађанских и политичких права било је независно од исповедања вере. Нико се није могао ослободити својих грађанских и војних дужности и обавеза позивајући се на прописе своје вере. Усвајале су се оне вере, које су у ма ком делу Краљевине већ добиле законско признање. Друге вере могле су бити признате само законом. Усвојене и признате вере могле су самостално да уређују своје унутрашње верске послове и управљају својим задужбинама и фондовима у границама закона. Нико није био дужан да своје верско осведочење јавно исповеда. Усвојене и признате вере могле су одржавати везе са својим врховним верским поглаварима и ван граница државе, уколико су то налагали духовни прописи појединих вероисповести, с тим да је начин одржавања тих веза морао бити уређен законом.  Издаци за верске сврхе, предвиђени државним буџетом, морали су се делити, признатим вероисповестима, сразмерно броју њихових верника и стварно доказаној потреби.
Постојала је слобода штампе. Није се смела установити никаква превентивна мера која би спречавала излажење и продају списа и новина. Цензура се могла  установити само за време рата или мобилизације и то за ствари унапред предвиђене законом. Било је забрањено продавање новина или штампаних списа, који би садржали: увреду владаоца или чланова Краљевског дома, страних државних поглавара, Народне Скупштине, непосредно позивање грађана да силом мењају Устав или земаљске законе, или који би садржали тешку повреду јавног морала. За кривицу учињену штампом одговарали су: писац, уредник, штампар и издавач; и њима су судили редовни судови.
Грађани су имали право удруживања, збора и договора, наравно, у циљевима који нису били законом кажњиви. На зборове се није смело долазити са оружјем. Зборови под ведрим небом морали су бити пријављени надлежној власти најмање 24 часа раније.
Наука и уметност биле су слободне и уживале су заштиту и потпору државе.  Била је дозвољена Универзитетска настава. У целој земљи настава је почивала на једној истој основи, прилагођавајући се средини којој се намењивала. Све школе морале су давати морално васпитање и развијати држављанску свест у духу народног јединства и верске трпељивости. Основна настава била је државна, општа и обавезна. Верска настава давала се по жељи родитеља, односно старалаца, подвојено по вероисповестима, а у сагласности са њиховим верским начелима. Стручне школе су се отварале према потребама занимања. Државна настава била је бесплатна, без плаћања било какве школарине или других такса. Под којим условима су приватне школе дозвољене, одређивало се законом. Све установе за образовање биле су под државним надзором. Држава је била дужна помагати народном просвећивању. Мањинама друге расе и језика била је омогућена основна настава на њиховом матерњем језику под погодбама, које је прописивао закон.
Неповредива је била тајност писама, телеграфских и телефонских саопштења, осим у случају кривичне истраге, мобилизације или рата. Сви они који би повредили тајну писама, телеграфских и телефонских саопштења, кажњавали би се по закону.
Сваки грађанин имао је право непосредно и без ичијег одобрења тужити суду државне и самоуправне органе за кривична дела, која би ови учинили према њему у службеном раду. За штете које би учинили грађанима државни или самоуправни органи неправилним вршењем службе, одговарали би пред редовним судом држава или самоуправног тела. Тужба за одштету застаревала је након 9 месеци.
Сва звања у свим струкама државне службе подједнако су била доступна, под законским погодбама, свим држављанима по рођењу као и оним држављанима по прирођењу (стицање држављанства – натурализацијом, браком), који су били српско-хрватско-словеначке народности. Други прирођени држављани могли су добити државну службу само ако су десет година настањени у Краљевини; а по нарочитом одобрењу Државног Савета и на образложени захтев надлежног министра и пре тога.
Сваки држављанин уживао је заштиту државе у иностранству. Сваком држављанину било је дозвољено да иступи из држављанства након што испуни своје обавезе према држави.
Сваки држављанин био је дужан да се покори законима, служи интересима народне заједнице, брани отаџбину и сноси државне терете према својој привременој способности, а према одредбама закона.

#### Социјално-економске одредбе
Држава се бринула да се свим грађанима створи подједнака могућност спреме за привредне послове ка којима су имали наклоности. Она је, у том смеру, требало да спроводи стручну наставну организацију и уреди стално потпомагање школовања способне сиромашне деце. Радна снага била је под заштитом државе. Жене и пословно неспособни морали су се посебно заштитити од послова штетних по њихово здравље.
Законом су се одређивале посебне мере за безбедност и заштиту радника и прописивало се радно време у свим предузећима. Производи умног рада били су сопственост аутора и уживали су државну заштиту.
Слобода уговарања у привредним односима признавала се, уколико се није противила друштвеним интересима. Држава је имала, у интересу целине а на основу закона, право и дужност да интервенише у привредним односима грађана, у духу правде и отклањања друштвених супротности. Држава се старала о:
- поправци општих хигијенских и социјалних услова, који утичу на јавно здравље
- нарочитој заштити мајки и мале деце;
- чувању здравља свих грађана;
- сузбијању акутних и хроничних заразних болести као и сузбијању злоупотреба алкохола; и
- бесплатној лекарској помоћи, бесплатном давању лекова и других средстава за чување народног здравља сиромашним грађанима.

Брак је био под заштитом државе.
Држава је материјално помагала национално задругарство, као и остала национална привредна удружења, која нису радила за добит. Таквим задругама и таквим привредним удружењима, односно њиховим савезима, давало се у кругу њихових послова, под иначе једнаким условима, првенство пред осталим приватним предузећима. Нарочитим законодавством уређивала су се пољопривредна обезбеђења. Обезбеђење радника за случај несреће, болести, беспослице, неспособности, старости и смрти, као и обезбеђење лица поморског занимања, уређивало се посебним законом. Инвалиди, ратна сирочад, ратне удовице и сиромашни и за рад неспособни родитељи погинулих или у рату умрлих ратника, уживали су нарочиту државну заштиту и помоћ у знак признања.
Право радника на организовање ради постигнућа бољих радних услова, било је зајамчено.
Поморству и морском рибарству обраћала се посебна пажња.
Држава се старала о грађењу и одржавању свих саобраћајних средстава, где год су то општи државни интереси захтевали.
Лихварство (зеленаштво) сваке врсте је било забрањено.
Својина је била зајемчена. Из својине су проистицале и обавезе. Њена употреба није смела бити на штету целине. Садржина, обим и ограничења приватне својине одређивала су се законом. Експлоатација приватне својине у општем интересу била је допуштена на основу закона, уз правичну накнаду. Фидеикомиси су се укинули.
Задужбине с опште корисним наменама су се признавале. Законом се требало уредити у којим случајевима би могли  бити промењени намена и предмет задужбине према измењеним приликама.
Узимање коморе и осталих потреба за војску вршило се само уз правичну накнаду.
Приватни велики шумски комплекси експроприсали су се по закону и прелазили у својину државе или самоуправних тела. Закон је требало да одреди у којој мери велики шумски комплекси могу бити својина других јавноправних тела, која су већ постојала или је требало да буду образована. Велики шумски комплекси, које је туђинска власт поклонила појединим лицима, прелазила су по закону у државну или општинску својину без икакве накнаде тим лицима. Закон о шумама требало је да одреди услове под којима су се земљорадници и они, који су се узгред бавили земљорадњом, могли користити сечом дрва за грађу и огрев, као и за испашу стоке, у државним и самоуправним шумама.
Феудални односи сматрали су се правно укинутим даном ослобођења од туђинске власти.
Кметови (чивчије), као и уопште земљорадници који су обрађивали земљу у кметству сличном односу, утврђивали су се као слободни сопственици државних земаља, не плаћајући сами за то никакву одштету, и могли су се укњижити.
При насељавању као и при деоби експроприсаних земљишта првенство су имали ратници, који су се борили за ослобођење Срба, Хрвата и Словенаца, и њихове породице.
За израду социјалног и привредног законодавства установљавао се Привредни савет. Ближе одредбе, о његовом саставу и надлежности, требало је да се одреде законом.

### Територијална организација
Краљевина СХС је била унитарна држава, иако је постојао читав низ аргумената – историјских, националних, привредних, па и географских – за прихватање федералног државног уређења. Опредељење за унитарно државно уређење значајно је утицало на територијалну организацију југословенске монархије за све време њеног постојања.
Видовданским уставом је успостављен тростепени модел територијалне организације, који су чиниле општине, срезови и области, при чему су и окрузи задржани тамо где су раније постојали. Општина је била чисто самоуправна јединица, док су срез и област били јединице у којима су се вршиле и државна и самоуправна власт, док се у окрузима, тамо где су постојали, обављала искључиво државна власт. Положај општина није био прецизно уређен уставом, а за непуних осам година примене Видовданског устава није донет закон о општинама већ су примењивани закони који су на одговарајућим деловима државне територије важили пре стварања Краљевине СХС.
Области су биле највише јединице административно-територијалне поделе, успостављене да би се осујетили евентуални покушаји националног груписања и очувало унитарно државно уређење. Због тога је једна област могла имати највише 800.000 становника (Краљевина СХС је у моменту настанка имала нешто мање од 12 милиона становника). Тако је реализован концепт централизованог државног уређења и остварена фикција о јединственом народу, којем одговара јединствена национална држава. Успостављене су укупно тридесет три области, а њихова је подручја требало да буду одређивана према природним, економским и социјалним, а не према националним и историјским критеријумима. Упркос томе, „подела на области изведена је у старим покрајинским, односно државним границама“.
Области су, као управне и самоуправне јединице, имале државне и самоуправне органе. Представник државе у области био је велики жупан, којег је именовао краљ и који је пословима државне управе у области управљао путем државних органа. У области су постојали обласна скупштина и обласни одбор, који су вршили самоуправне послове предвиђене Уставом и законом. Обласна скупштина имала је генерално уставно овлашћење за доношење обласних уредаба о свим питањима из обласне надлежности. Надзор државе над обласном самоуправом био је веома широк, а вршио га је велики жупан. Снажна контролна и надзорна средства државних органа доводе у питање постојање било какве самоуправе у областима, а слична ситуација је постојала и у срезовима.
Управа у Краљевини вршила се по областима, окрузима, срезовима и општинама. У круг рада самоуправних обласних управа спадали су следећи послови:
- обласне финансије: 
  - утврђивање обласног буџета,
  - располагање обласним дажбинама, које су се на основу закона давале областима за покриће обласних расхода;
- обласни јавни радови као и грађевински прописи;
- старање о унапређењу обласних привредних интереса: ратарства, сточарства, виноградарства, воћарства, шумарства, речног и језерског рибарства, лова као и о техничким пољопривредним побољшањима;
- управа обласним имањима; 
  - брига о народном здрављу у области као и о свим установама, којима се унапређује здравствено стање у области;
  - брига о социјалним задацима у области;
- обласни хуманитарни фондови;
- обласне саобраћајне установе;
- сарађивање на унапређењу просвете у области;
- сарађивање на стручном образовању у области;
- завођење и одржавање установа за штедњу, узајамно помагање и осигурање;
- давање мишљења на захтев владе, по законским предлозима који се тичу области као и уопште о свим другим предметима, за које влада тражи њихово мишљење.

И други послови могли су бити законом поверени обласним самоуправама.
Ако поједине побројане послове не би област могла извести својим средствима, држава је на захтев обласне скупштине, а по одлуци Народне скупштине, давала потребна средства, или је извршење тих послова сама предузимала.
Самоуправне јединице имале су свој годишњи буџет. Рад самоуправних јединица био је под надзором министра финансија и то се требало уредити посебним законом.
Обласна и среска скупштина бирале су себи председника, који је председавао њиховим седницама; они су бирали и обласни и срески одбор.
Велики жупан био је врховни старешина опште државне администрације у области, уколико по закону нису постојала, за нарочите послове државне управе, посебна надлештва за једну или више области. Закон је одређивао које државне послове решава велики жупан по саветовању са обласним одбором.
Ближе одредбе о уређењу и надлежности самоуправних тела (општина, срезова и области) требало је донети посебним законом.
Обласна скупштина имала је право да издаје обласне уредбе о свим питањима из своје надлежности. Обласне уредбе проглашавао је обласни велики жупан. Обласни велики жупан је оставио на задржавању од проглашења уредбу за коју би нашао да није основана на Уставу и законима. У том случају он је слао такву уредбу са својим мишљењем Државном савету на одлуку и о томе је извештавао надлежног министра. Ако је Државни савет нашао да уредба није основана на Уставу или ком закону, она се не би прогласила ни обнародовала. Државни савет је био дужан да донесе у року од два месеца своје решење. Ако Државни савет није донео решење у том року, одлука би постајала извршна.
Обласни одбор прописивао је правилнике и упутства ради извршења обласних уредби.
Државна управна власт вршила је надзор над пословима самоуправних власти преко обласног великог жупана и посебних стручних органа. Обласни велики жупан имао је право да задржи од извршења сваку одлуку самоуправних органа, која не би била заснована на Уставу, законима или обласним уредбама. Против решења великог жупана могла се поднети жалба Државном савету, у законском року. Ако Државни савет не би донео решење најкасније у року од месец дана пријема, одлука би постојала извршна.

### Војска
Војна обавеза била је општа. Устројство и величина војске и морнарице прописивале су се законом. Формирање јединица у законом одређеном обиму прописивао је краљ уредбом, на предлог министра војног и Морнарице. Колико ће се војске држати под заставом одређивало се сваке године буџетом. Постојали су војни судови који су били као и „обични“ судови независни, постојала је хијерархија судова, такође, највиша судска инстанца којој су се грађани могли жалити на пресуду војног суда био је државни, Касациони суд.У војним судовима, била је обезбеђена сталност судија.
Нико по навршетку 20. године није могао добити државну службу или у њој остати, ако по одредбама војног закона није одслужио свој рок или није ослобођен од војне службе. За одржање унутрашњег реда војска се могла употребити само на захтев надлежне грађанске власти. Страна војска није се могла узети у службу Краљевине СХС, а ни војска Краљевине СХС није се могла ставити у службу неке стране државе, без претходног одобрења Народне скупштине.

### Државна својина
Сваке године Народна скупштина је одобравала државни буџет који је вредео само годину дана. Буџет се морао поднети Народној скупштини најкасније, за месец дана од дана њеног састанка. Истовремено са буџетом подносило се, Народној скупштини на увиђај, и одобрење и завршни рачун последње истекле рачунске године.
Државни порези и опште државне дажбине установљавале су се само законом.
О државним зајмовима одлучивала је Народна скупштина.
Пореска обавеза била је општа, и све државне дажбине биле су једнаке за целу земљу.
Краљ и наследник Престола плаћали су државни порез на приватно имање.
Никаква помоћ, стална ни привремена, никакав поклон ни награде, нису се могли дати из државне благајне, ако нису претходно основани на закону.
Државном имовином управљао је министар финансија уколико то законима претходно није другачије одређено.
Право монопола припадало је држави.
Руде, лековите воде, врела и природне снаге биле су државна својина, о њиховом давању требало је донети посебан закон.

#### Главна контрола
За преглед државних рачуна и надзирање над извршењем државног и обласних буџета постојала је Главна контрола као врховни рачунски суд. Председника и чланове Главне контроле бирала је Народна скупштина из кандидационе листе, коју је састављао Државни савет и на којој је било предложено два пута онолико кандидата колико је празних места. Председник и половина чланова Главне контроле морали су бити правници. Остали чланови требало је да буду или бивши министри финансија или да имају 10 година радног стажа у финансијској струци. Председник и чланови Главне контроле уживали су исту непокретност као и чланови Државног савета. Главна контрола је прегледала, исправљала и ликвидирала рачуне опште администрације и свих рачунополагача према државној благајни. Она је мотрила да се не прекорачи ни један издатак по буџету. Законом је требало одредити случајеве у којима се могла поднети жалба на решење донето од стране Главне контроле. Завршни државни рачун подносио се Народној скупштини.

## Устав у пракси
Уставни систем према Уставу Краљевине СХС имао је бројне недостатке. Видовданским уставом је успостављен парламентарни систем, али је тај систем био на нивоу устава из XIX века и није садржао готово ништа од модерних европских тенденција које су биле актуелне после Првог светског рата. Због тога је Слободан Јовановић констатовао да:
| „ | Видовдански устав даје копију старог српског парламентаризма, и ништа друго | ” |

Такав парламентарни систем, са доминантном улогом монарха политичка одговорност влада пред краљем била је најчешће значајнија него одговорност пред Скупштином, лоше је функционисао у држави са етнички хетерогеним становништвом и великим бројем политичких актера. Зато је такав парламентаризам називан и „привидним“, а било је и мишљења да до примене парламентарног система „није дошло, због чега је првенство припадало монарху, а не парламенту“.
Посебан проблем је био неадекватан облик државног уређења, који се показао као највећи промашај. Најгрубље речено занемарујући, многобројне, понекад и врло важне нијансе међу појединим уставним пројектима постојала су два сукобљена концепта: унитарни и федерални. Унитарно уређење, које је у Уставотворној скупштини усвојено прегласавањем, и централизам, који је накнадно успостављен, имали су бројне противнике, нарочито међу хрватским и словеначким политичким представницима. Укратко, криза парламентарног система била је праћена кризом државног уређења.
О утицају који је Видовдански устав извршио на даљи развој државе проф. Драгослав Јанковић пише:
| „ | ... Дајући монархији превласт и краљу веома широка права у управљању државом, овај устав је не само онемогућавао нормалан развитак буржоаске демократије и функционисање буржоаског парламентаризма, већ је и повећавао апетите монархије и гурао је на самовлашће и самодржавље | ” |

| „ | Према томе, иако је садржао низ привидно демократских одредаба, које су у то послератно револуционарно време биле честе и уобичајене у уставима, Видовдански устав је у ствари носио у себи узроке своје пропасти, свог укидања, односно завођења монархофашистичке диктатуре 6. 1. 1929. године | ” |

## Крај владавине устава - Шестојануарска диктатура
Види још: Шестојануарска диктатура

### Друштвене околности
Парламентаризам се у Краљевини Срба, Хрвата и Словенаца, са изузетком Србије, јавља као нова пракса политичког живота. Без обзира на постојање представничких установа у појединим југословенским земљама пре уједињења, грађанска демократија је била неразвијена. У Краљевини СХС нису постојале претпоставке за парламентарни живот: демократски поредак, стабилан двостраначки или вишестраначки систем, национална равноправност у вишенационалној држави. Ове су претпоставке зависиле више од развијене материјалне и социјалне основе, него од уставних решења. У таквим условима, извршна власт уздиже се изнад парламентарних институција. Сукоби националних буржоазија и обрачунавање са револуционарним радничким покретом од почетка руше парламентарну фасаду и поткопавају њену основу. Криза парламентарног система у Краљевини Срба, Хрвата и Словенаца настала је, дакле, као резултат неколико компонената: класне, националне и кризе политичког представништва.

### Политички сукоби и увођење диктатуре
Кулминација узавреле политичке кризе догодила се 20. јуна 1928. године, када је Пуниша Рачић, српски политичар из Црне Горе, на седници Народне скупштине пиштољем усмртио групу народних посланика Хрватске сељачке странке. Стјепан Радић је издахнуо од последица рањавања 8. августа 1928. Излаз из уставне кризе краљ Александар је видео у увођењу диктатуре. Краљ је наводно тражио политичко решење настале политичке кризе, нудећи мандате за састав владе појединим политичарима и војницима. Прокламацијом од 6. јануара 1929. године краљ Александар је суспендовао Устав и распустио Народну скупштину и све политичке странке. Са образложењем да „између Народа и Краља не може и не сме бити више посредника“, краљ је извршио државни удар и прекинуо уставни континуитет у земљи. Наступило је вануставно стање.  По краљевом мишљењу парламентаризам је злоупотребљен од људи „заслепљених политичким страстима” у толикој мери да је постао сметња за плодни рад у држави. Уместо да парламентаризам јача дух народног и државног јединства, он почиње да доводи до духовног расула и народног разједињавања. Његова је света дужност да чува државно и народно јединство. Тражити излаз у парламентарним променама владе или у новим изборима значило би „губити драгоцено време у узалудним покушајима." Треба тражити нове методе рада и крчити нове путеве. Атентат у Народној скупштини означио је крај парламентаризма и убрзао прелаз на отворену диктатуру, створивши краљу повод и оправдање за државни удар.

### Вануставно стање у Краљевини СХС
Након државног удара који је извршио краљ, Краљевина СХС, која је до тада била уставна („ограничена“) монархија, постала је апсолутна монархија. Поједина питања из уставне материје краљ Александар је регулисао законима које је сам доносио. Законом о краљевској власти и врховној државној управи из 6. јануара 1929. године Краљевина СХС је дефинисана као наследна монархија а краљ је проглашен носиоцем целокупне власти у држави. Због тога се тај закон називао и „малим уставом“. Све три државне власти припадале су краљу, који је био неодговоран, а одговорност за његове акте преузимали су министри које је сам постављао.
Промењена је и територијална организација земље, и то Законом о називу и подели Краљевине на управна подручја донетим 3. октобра 1929.године. Сви самоуправни органи били су распуштени, док су државни органи у нижим територијалним јединицама (срезовима и општинама) задржани. Држава је добила назив Краљевина Југославија, а успостављено је девет бановина: Дравска са седиштем у Љубљани, Савска са седиштем у Загребу, Врбаска са седиштем у Бања Луци, Приморска са седиштем у Сплиту, Дринска са седиштем у Сарајеву, Зетска са седиштем у Цетињу, Дунавска са седиштем у у Новом Саду, Моравска са седиштем у Нишу и Вардарска са седиштем у Скопљу. Београд са Земуном и Панчевом издвојен је као посебно управно подручје. "Бановине су имале за циљ да учврсте национални унитаризам и државни централизам", а „начин на који су биле одређиване, открива да су биле замишљене као средство за постизање националног јединства - интегралног југословенства“. Бановине су биле организоване у складу са централистичким начелима јер је бана постављао краљ, а бан је оличавао монархову власт у бановини. Ниже територијалне јединице били су срезови и општине и нису имале никакву самоуправу.
Увођењем диктатуре криза није превазиђена, него продубљена. Диктатуру је обележавала политика „чврсте руке”, милитаризација власти, укидање парламентаризма и забрана рада странака, као и терор против комуниста. Грађанска опозиција се повлачи, уплашена и деморалисана, неспремна за непарламентарна средства борбе. Увођење диктатуре, забрану рада странака, забрану зборова, цензуру штампе и интернирање појединих политичара, грађанске странке су примиле без отпора. Хрватски политичари су сматрали да увођење диктатуре отвара пут за непосредно споразумевање хрватске опозиције и краља, без суделовања „србијанских” странака. Словенска људска странка је у целини подржала увођење диктатуре, а њен вођа Антон Корошец је ушао у шестојануарску владу Петра Живковића. У ширим слојевима народа није било негодовања ни отпора новом режиму, јер су непрекидни страначки сукоби, корупција и друге злоупотребе изазивали незадовољство дотадашњим стањем. Многобројни чланови КПЈ и њихови симпатизери похапшени су и осуђени.
Краљева диктатура није ни у круговима савезничких земаља наишла на осуду. Владе Чехословачке и Француске су режим краљевог апсолутизма оцениле као допринос консолидацији заједничке југословенске државе, али ипак као привремену меру, после које треба да се врати стари поредак уставности и парламентаризма. Британско посланство је у вези са увођењем диктатуре известило своју владу да су страначки сукоби, супарничке нетрпељивости, неумерена тежња за влашћу и брзим богаћењем, непрекидне смене влада, убиства и друго, довеле државу у такво стање, да би тешко иједно друго решење осим примене аутократске силе из постојећег хаоса могло створити ред. Обећавајући да ће у што краћем року остварити „ону државну управу и оно државно уређење које ће најбоље одговарати општим народним потребама и државним интересима”, „новим методама рада”, краљ је издао неколико закона, који су чинили правну основу диктатуре.

## Значај устава
Уставом Краљевине СХС је, осим класичних грађанских и политичких права, био предвиђен и значајан корпус економских и социјалних права (посебан одељак Устава носио је наслов „Социјално-економске одредбе“), по угледу на немачки Вајмарски устав из 1919. године. У тој области Видовдански устав је направио очигледан корак унапред у односу на предратне српске уставе. Била су гарантована, између осталих, следећа права: заштита државе над радном снагом, слобода уговарања у привредним односима уколико није противна друштвеним интересима, интервенција државе у привредним односима у духу правде и отклањања друштвених супротности, старање државе о хигијенским условима, посебна заштита мајки и мале деце, бесплатна лекарска помоћ за сиромашне, забрана зеленаштва, бесплатна државна настава и др. Уставом је предвиђено и оснивање Привредног савета, ради израде социјалног и привредног законодавства.
Прокламована права, међутим, нажалост нису остваривана у пракси, а многа од њих су била суспендована обичним законима.